# テルモミコリン
テルモミコリン(Thermomycolin、EC 3.4.21.65)は、以下の化学反応を触媒する酵素である。
タンパク質を比較的広い特異性で加水分解する。小分子基質のAla-、Tyr-、Phe-を好んで切断する。
この酵素は、好熱細菌Malbranchea pulchella.から単離された。